# نادي عجمان للشطرنج
نادي عجمان للشطرنج هو نادي يعنى برياضة الشطرنج تأسس عام 1980 م في إمارة عجمان في الإمارات العربية المتحدة تحت مسمى نادي عجمان للشطرنج و الثقافة.

## التاريخ
منذ تاريخ إنشاء النادي حرصت جميع مجالس الإدارة المتتالية علي رعاية أبناء إمارة عجمان و توفير كافة سبل التدريب والرعاية لجميع أبناء الإمارات مما كان له بالغ الأثر في تحقيق نتائج متميزة بشكل مستمر ودائم ، ومما ساعد على تعددت الإنجازات علي الصعيد المحلي والعربي والدولي ، مما لفت الأنظار إلى نادي عجمان للشطرنج والثقافة.

## جوائز
تم تكريمهم بتاريخ 5 مارس 2011 من قبل حاكم عجمان إثر فوزهم ببطولة الدولة لفرق الناشئين.
حيث فاز اللاعب مروان عبد الوهاب ذهبية بطولة العرب تحت 18 عاماً وكذلك الميداليات الفضية و البرونزية التي حققها لاعبي النادي في السنوات الماضية ولاعبي الفريق الفائز بالبطولة والذي يعد اصغر فريق بالبطولة ورغم هذا فاز بجميع مبارياته بالبطولة وكذلك اللاعبين القدامى والذين حققوا نتائج مميزة علي مستوي بطولات العرب وكذلك اصغر لاعبي النادي عمر إبراهيم العوضي سبع سنوات.

## وصلات خارجية
- الموقع الرسمي لنادي عجمان للشطرنج